# Europasaurus
Europasaurus („Echse aus Europa“) ist eine Gattung der sauropoden Dinosaurier. Die einzige bekannte Art Europasaurus holgeri wurde 1998 von dem Hobby-Paläontologen Holger Lüdtke im Kalksteinbruch Langenberg bei Goslar entdeckt. Dort konnten mittlerweile 1300 Knochen von mindestens 21 Tieren sichergestellt werden. Vermutlich handelte es sich um eine Herde, die gleichzeitig bei einer Flut oder einem Blitzschlag zu Tode kam.
Europasaurus lebte vor etwa 154 Millionen Jahren auf einer oder mehreren Inseln des Niedersächsischen Beckens im Oberjura. In Anpassung an die begrenzten Futterressourcen seines Lebensraums war Europasaurus für einen Sauropoden ungewöhnlich klein. Forscher sehen hierin einen Nachweis für Inselverzwergung bei Dinosauriern. Die gefundenen Fossilien von Europasaurus gehören unterschiedlichen Altersstadien an. Dies ermöglicht es, die Entwicklung von nur wenige Wochen alten Jungtieren zu ausgewachsenen Sauriern nachzuvollziehen. Zur variierenden Körpergröße erwachsener Tiere gibt es mehrere Theorien. So könnte es sich um zwei differente Arten, Populationen unterschiedlicher Inseln oder um Geschlechtsunterschiede handeln.
Europasaurus wurde 2006 erstmals wissenschaftlich beschrieben und den Macronaria zugeordnet. Die Knochen wurden in einer Präparatorationswerkstatt des Dinosaurier-Freilichtmuseums Münchehagen bei Hannover aus den Gesteinsblöcken freigelegt. 2017 widmete das Naturhistorische Museum Braunschweig Europasaurus eine Sonderausstellung mit dem Titel Jurassic Harz.

## Merkmale

### Habitus

Größenvergleich zwischen Europasaurus und Mensch

Europasaurus war ein vergleichsweise kleiner Sauropode. Während die Vertreter der zur gleichen Zeit auf dem afrikanischen Kontinent vorkommenden Gattung Giraffatitan eine Länge von 23 Meter erreichten, maß Europasaurus von der Schwanzspitze bis zum Kopf maximal 8 Meter. Ausgewachsene Tiere wurden mindestens 6 Meter lang und wogen Schätzungen zufolge etwa 800 Kilogramm. Vertreter aus der Gruppe der Brachiosauridae, mit denen Europasaurus möglicherweise verwandt war, wogen nahezu das 50-Fache. Die Höhe der erwachsenen Europasaurier variierte zwischen zwei und drei Meter. Wegen der für Sauropoden ungewöhnlich kleinen Körpermaße ging die Forschung zunächst davon aus, dass die fossilen Knochen noch nicht ausgewachsenen Jungtieren gehörten. Histologische Untersuchungen widerlegten diese Annahme jedoch. Die Forscher fanden in den Knochen einiger Europasaurier nämlich nah aneinander gereihte Wachstumsmarken. Sie ähneln den Jahresringen eines Baumes und sind ein Beweis für ausgewachsene Tiere. Umgekehrt weisen die Fossilien der Jungtiere durch Wachstumspausen entstandene Ringe auf, die sich nicht so nahe beieinander befanden. Abgesehen von seiner nur geringen Größe zeigte Europasaurus die typischen Merkmale eines Sauropoden. An den kleinen Kopf schloss sich ein langer Hals an. Der Bauch war massiv, der Schwanz lang und die vier Beine säulenförmig.

### Schädel

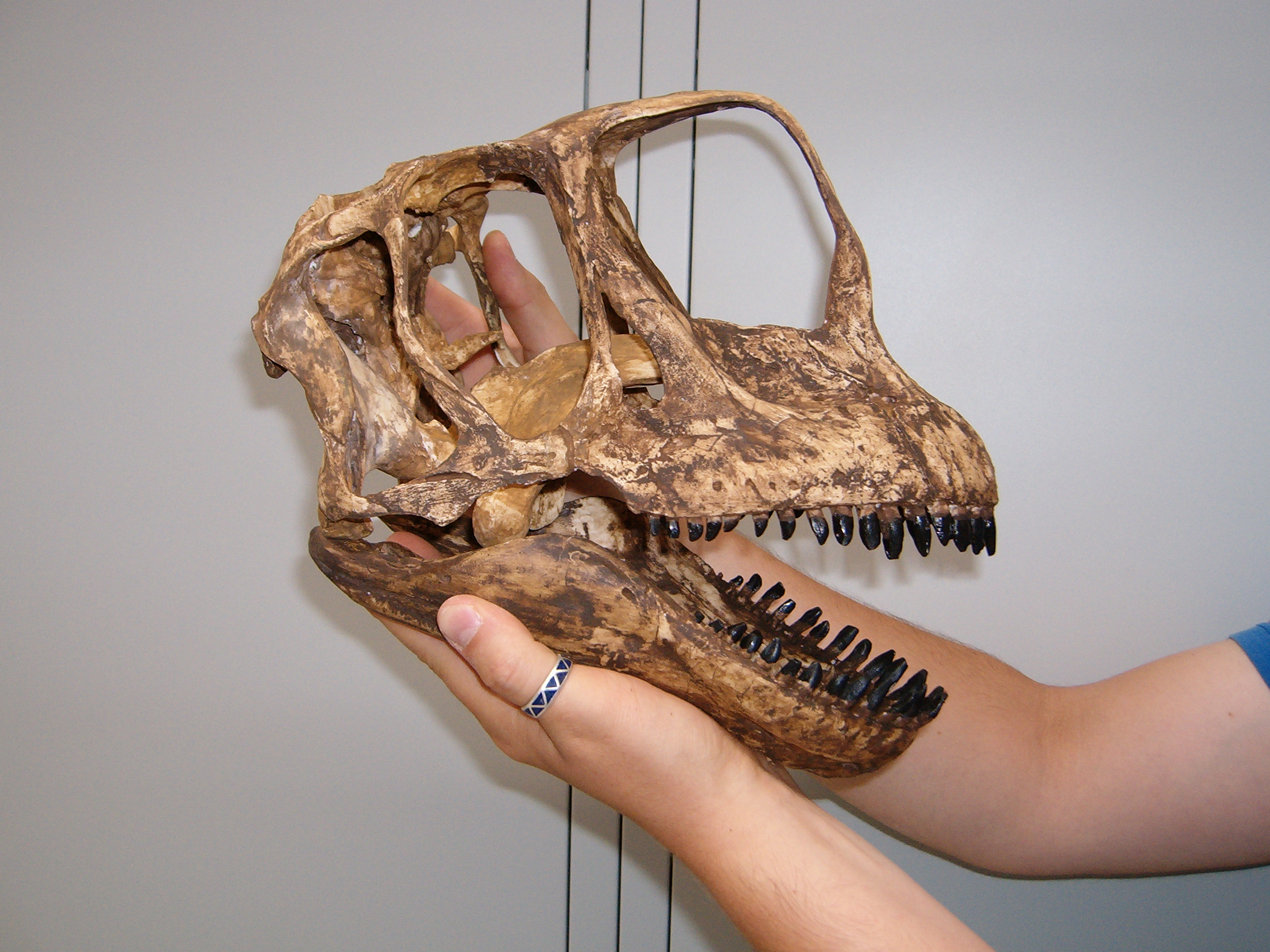
Schädelrekonstruktion

Bislang wurde noch kein komplett erhaltener Schädel von Europasaurus gefunden. Im Vergleich zu anderen Sauropoden sind jedoch viele gut erhaltene Fragmente bekannt. Dies stellt aufgrund der Zerbrechlichkeit von Schädelknochen dieser Tiere eine Besonderheit dar. Die bisher 123 gefundenen Schädelknochen lassen sich mindestens 15 Exemplaren zuordnen. Paläontologen konnten deshalb das Aussehen des Schädels rekonstruieren. Als Schwierigkeit erwies sich dabei, dass die Fossilien von Exemplaren aus unterschiedlichen Alters-, Entwicklungs- und Größenstadien stammen. Martin Sander und Michael Scheil gehen von einer Schädellange um die 30 cm aus. Wie alle Dinosaurier der Macronaria-Gruppe hatte Europasaurus eine große Nasenöffnung. Die fossilen Zähne weisen eine längliche Spatelform auf. Sie waren eng beieinander angeordnet, besonders im vorderen Kieferbereich und überlappten sich dort leicht. Ein großes Jochbein bildet die obere vertikale Kante des Schädels. Das Merkmal tritt sowohl bei jungen als auch erwachsenen Tieren auf und stützt daher die These einer Heterochronie. Damit ist gemeint, dass die evolutionäre Verzwergung von Europasaurus und damit zusammenhängend der Wachstumsstop dazu führte, dass viele Merkmale erwachsener Sauropoden nicht voll ausgebildet wurden.
Die Hohlräume der rekonstruierten Schädel konnten 2022 mittels computertomographischen Scans untersucht werden. Auf diese Weise gelang die Rekonstruktion des Gehirns, der Innenohren und einiger Nerven. Es zeigte sich, dass die Bereiche für das Hörvermögen im Innenohr besonders groß ausfielen. Die Paläontologen vermuten daher, dass die Kommunikation in einem Herdenverband für Europasaurus eine wichtige Rolle gespielt haben könnte. Da bei dem Innenohr die Form und die relative Größe sich zwischen Jung- und Alttieren kaum unterscheidet, wird zudem von einem früh hochentwickelten Gleichgewichtssinn ausgegangen. Dies legt nach Meinung der Forscher nahe, dass Europasaurus schon kurz nach dem Schlüpfen sich als Nestflüchter selbst versorgen konnte.

### Körperskelett
Die Wirbelsäule ist nicht vollständig bekannt. Der Paläontologe José Carballido schätzt jedoch, dass sie aus 12 Hals-, 12 Rücken-, 5 Becken- und 60 Schwanzwirbeln bestand. Unklarheit besteht auch bei den exakten Größenverhältnissen der Beine. Hier wurden nur Knochenbruchteile gefunden, etwa vom Oberarmschenkel. Dieser war wie auch bei nah verwandten Spezies wahrscheinlich kürzer als der Oberschenkel. Schädel und Halsknochen, aber auch das Schulterblatt ausgewachsener Tiere weisen auf zwei verschiedene Morphotypen oder Dimorphismus hin. Die genannten Knochen sind nicht nur von unterschiedlicher Größe, sondern weisen auch verschiedene Proportionen auf. Die Unterschiede werden unter anderem durch geschlechtsspezifische Abweichungen erklärt. In Frage kommen aber auch auf unterschiedlichen Inseln entwickelte Populationen, die sich an verschiedene Lebensräume anpassten. Möglicherweise vermieden die Tiere durch eine Spezialisierung auf unterschiedliche Nahrungsressourcen die Konkurrenz zueinander. Einer weiteren Theorie nach handelte sich um verschiedene Arten, die zu unterschiedlichen Zeiten lebten. Auch über individuelle Variationen wird diskutiert. Bei Untersuchungen am Extremitätenskelett 2019 wurden nur wenig morphotypische Variationen gefunden. Dies wird unter anderem durch eine Diagenese, also dem geologischen Prozess der Verfestigung von Sedimenten zu Gestein, erklärt. Einige Knochen könnten dadurch so weit beeinträchtigt worden sein, dass sich morphotypische Abweichungen nicht mehr erkennen lassen. Einer anderen Erklärung nach waren bei den Gliedmaßen kaum dimorphische Merkmale ausgeprägt. Der Studie stellte mögliche ontogenetische Veränderungen fest. Demnach waren die Vorderbeinknochen bei Exemplaren in einem frühen Entwicklungsstadium noch robuster und kürzer gebaut, danach wurden sie filigraner und länger.

## Fundgeschichte

### Entdeckung und Namensgebung
Die Fossilien von Europasaurus sind bislang nur aus dem Kalksteinbruch Langenberg bei Goslar bekannt. Anfang der 1990er Jahre gewährte der dortige Steinbruchbetreiber Fabian von Pupka Hobby-Paläontologen Zutritt, darunter auch dem Entdecker des Europasaurus, Holger Lüdtke. Auf dem Gelände fand er Kalkablagerungen eines etwa 153 Millionen Jahre alten Meeres vor. Die für den Abbau des Kalks benötigen Schichten wurden durch Sprengungen freigelegt. Die meisten der gefundenen Fossilien waren Meeresbewohner. Am 29. September 1998 stieß Lüdtke jedoch auf den ersten Zahn des landlebenden Europasaurus. Zusammen mit Marcus Schipplick fand er anschließend weitere Knochen des Dinosauriers. Ihre Bergung gestaltete sich aufgrund der geologischen Rahmenbedingungen jedoch schwierig, denn durch die Hebung des Harzes in der Kreidezeit neigten sich die ursprünglich horizontalen Sedimentschichten in eine fast senkrechte Position. Ihre Neigung beträgt heute etwa 60 bis 70 Grad. Die Fossilien konnten daher nicht mit herkömmlichen Methoden freigelegt werden. Ab 1999 mussten die Paläontologen des Dinosaurier-Freilichtmuseums Münchehagen mehrere Fossilienblöcke aus dem Steinbruch transportieren. Martin Sander identifizierte die fossilen Reste schließlich als einen Sauropoden. Die  fortgesetzten Sprengungen im Steinbruchbetrieb beschädigten die Fossilien nicht selten, besonders die Wirbel und Schädelfragmente. Die ursprüngliche Position der Funde lässt sich aufgrund der Explosionen ebenfalls meist nicht mehr rekonstruieren. Weitere Überreste von Europasaurus – insgesamt 106 präparierte Knochen – fielen im Oktober 2003 einer Brandstiftung zum Opfer. Auch mehrere der noch nicht bearbeiteten Gesteinsblöcke mit Fossilien wurden von dem Feuer im Dinosaurier-Park Münchehagen zerstört.
Holger Lüdtke taufte die neu entdeckte Sauropodenart inoffiziell nach seiner Tochter Hanna. Erst 2006, acht Jahre nach der Entdeckung, erhielt die Spezies den wissenschaftlichen Namen Europasaurus holgeri. Der Name bedeutet übersetzt so viel wie „Reptil aus Europa“. Der Wortbestandteil „Europa“ nimmt auf den gleichnamigen Kontinent Bezug. „Saurus“ ist dem griechischen Begriff „Sauros“ entlehnt und meint die Echse, ein Taxon der Reptilien. Das Epitheton der Typusart trägt den Vornamen ihres Entdeckers Holger Lüdtke. Nach Meinung von Nils Knötschke und Benjamin Englisch sollte die Bezeichnung Europasaurus auch auf die Bedeutung der Funde für die europäische Dinosaurierforschung hinweisen. In der Fachzeitschrift Nature erschien 2006 die wissenschaftliche Erstbeschreibung der Art durch ein internationales Forscherteam. Schon zu diesem Zeitpunkt war ein großer Teil an partiellen und isolierten Skelettelementen von Europasaurus bekannt. Hierzu zählen Teile des Kiefers mit Zähnen, Knochen der unteren Schädelseitenwand und des Hinterkopfes, Wirbel des Halses und des Kreuzbeins sowie Hals- und Rückenrippen. Die Fragmente ließen sich damals mindestens zehn Exemplaren zuordnen, darunter auch Jungtieren von nur 1,7 Meter Körperlänge.

### Präparatorarbeiten und Präsentation

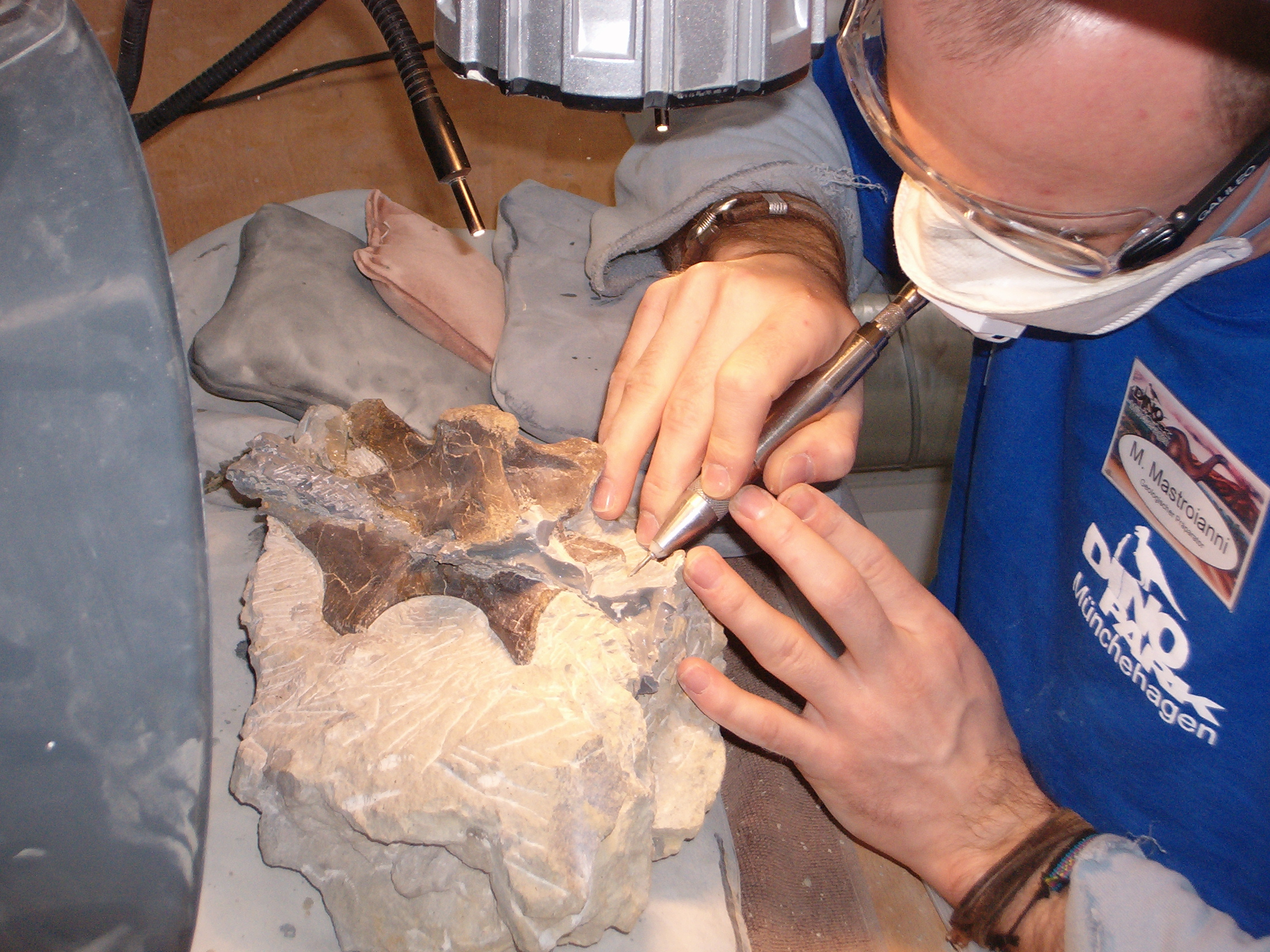
Präparatorarbeit an einem fossilen Knochen von Europasaurus 2006

Fragmente eines Knochens von Europasaurus können meist erst bei der Präparation, also ihrer Freilegung aus dem Gestein, wieder zusammengefügt werden. In der Regel liegt deren Entdeckung im Steinbruch dann schon mehrere Jahre zurück. Die Arbeiten finden in einer Werkstatt des Dinosaurier-Park Münchehagen statt. Im Jahr 2000 kamen Reste eines Europasaurus-Schädels ans Tageslicht. Nach zweiwöchiger Präparatorarbeit konnten die in einem Gesteinsbrocken eingeschlossenen Knochen freigelegt werden. Durch Abgüsse weiterer Funde gelang es schließlich, den Schädel vollständig zu rekonstruieren, eine Besonderheit bei Sauropoden. Von den rund 200 Spezies ist es Paläontologen nur bei 14 möglich, sich vom Aussehen des Kopfes und Kiefers ein relativ präzises Bild zu machen. Insgesamt wurden bisher 1300 Knochen der Sauropodenart gefunden. Deren vollständige Untersuchung durch die Rheinische Friedrich-Wilhelms-Universität Bonn, das Niedersächsische Landesmuseum Hannover, das Naturhistorische Museum Braunschweig und den Dinosaurierpark Münchehagen ist noch nicht abgeschlossen. 2013 waren erst 15 % der Fossilien erforscht. Allein die Freilegung von 28 Europasaurus-Knochen in einem 1 × 1 Meter großen Steinblock erforderte 200 Arbeitsstunden. Das Naturhistorische Museum Braunschweig zeigte vom 1. April bis 23. Juli 2017 eine Sonderausstellung zu Europasaurus. Dabei wurden Funde nordamerikanischer Dinosaurier vergleichend den norddeutschen Gegenstücken aus der Jurazeit gegenübergestellt.

## Biogeographie

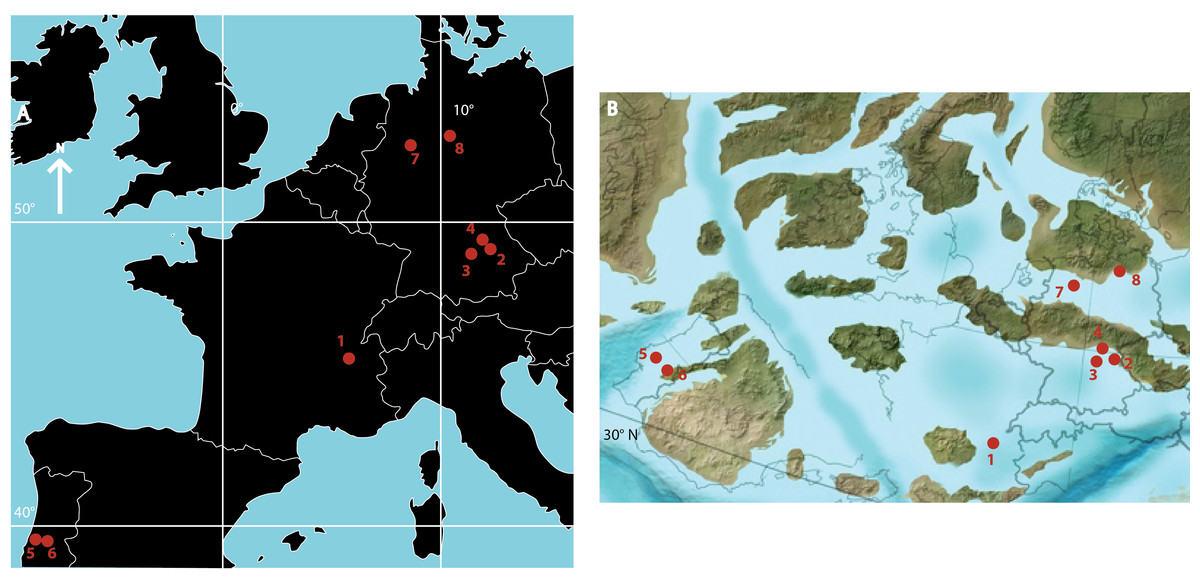
Bedeutende terrestrische Fossilienfundorte aus der Oberjura in Europa, Nr. 7 steht für den Steinbruch Langenberg, in dem Europasaurus gefunden wurde

Die Europasaurier wurden in Langenberg bisher ausschließlich in einer Schicht entdeckt. Da in dieser nicht die üblichen Schnecken, Schildkröten und Krokodile dominierten, erhielt sie den Namen „Dinosaurierbank“. Wie die Dinosaurier in das urzeitliche Meer gelangt sein könnten, ist umstritten. In einer populärwissenschaftlichen Darstellung spekuliert Oliver Wings darüber, dass die Europasaurier auf dem Weg zu einer anderen Insel waren und dann im Watt der Flut zum Opfer fielen. Demnach trieben die toten Körper zunächst im Meer herum, verwesten und wurden möglicherweise in einen Priel geschwemmt. Da Fressspuren durch Aasfresser nicht ganz zweifelsfrei zu erkennen seien, geht Wings von einer zügigen Bedeckung der Kadaver mit Schlamm aus. Er schließt aber auch nicht aus, dass Krokodile, Fische und wirbellose Meeresbewohner die Körper teils vertilgten und so für die verstreute Anordnung der Knochen verantwortlich waren. Der Umstand, dass die Reste der über 21 Exemplare nahe beieinander in einer Schicht gefunden wurden, spreche laut Wings für einen gleichzeitigen Tod der Tiere im Herdenverband, möglicherweise auch verursacht durch einen Blitzeinschlag. Ähnliche Vorfälle seien heute für Kühe und Rentiere überliefert. Die Datierung des Europasaurus gelang durch Krokodilzähne, die in der gleichen Schicht gefunden wurden und 2001 mit Isotopenuntersuchungen auf ein Alter von etwa 153 oder 154 Millionen Jahren geschätzt werden konnten.
Die Herkunftsinsel der Tiere kann nicht mehr mit Sicherheit bestimmt werden. Sicher ist zwar, dass mit dem Böhmischen Massiv und dem Rheinischen Massiv in der Nähe Festland existierte. Über die Ausdehnung und Position der vorgelagerten Inseln besteht jedoch Unsicherheit. Das Verschwinden der Inseln in Folge eines sich absenkenden Meeresspiegels könnte zum Aussterben des Europasaurus geführt haben. Fußspuren belegen nämlich das Vordringen großer Raubsaurier, möglicherweise von Torvosaurus. Für diese Jäger dürfte der wenig wehrhafte Europasaurus eine leichte Beute gewesen sein. Die Fußabdrücke lagen fünf Meter von der Schicht entfernt, in der Europasaurus freigelegt wurde. Aufgrund des Ablagerungstempos gehen die Forscher daher davon aus, dass die gefundenen Sauropoden etwa 35.000 Jahre älter als die Fußspuren der Raubsaurier sind. Basierend auf den größten Fußabdrücken (54 Zentimeter im Durchmesser) nimmt man eine Länge der Raubsaurier von etwa 7 bis 8 Meter an. Dies übertraf die Ausmaße von Beutegreifern, die wahrscheinlich etwa zeitgleich mit den fossil bekannten Exemplaren von Europasaurus lebten. Zähne von Theropoden deuten auf eine Spezies aus der Familie der Megalosauridae hin, die wahrscheinlich nur 4 Meter lang war. Zu den Neueinwanderern gehörte möglicherweise auch der Raubsaurier Allosaurus, wie Zähne und Knochen aus Langenberg nahelegen. Eine 2019/2020 durchgeführte Untersuchung an einigen unvollständigen Knochenfragmenten theropoder Dinosaurier bestätigte, dass es in Langenberg Ceratosauria,  Megalosauroidea und Allosauroidea gegeben haben könnte. Wie die Knochen von Europasaurus finden sich die Fossilienteile der Raubsaurier in bestimmten Ansammlungen, die von Evers und Wings als Wasserkanäle oder Priele interpretiert wurden.

## Paläobiologie

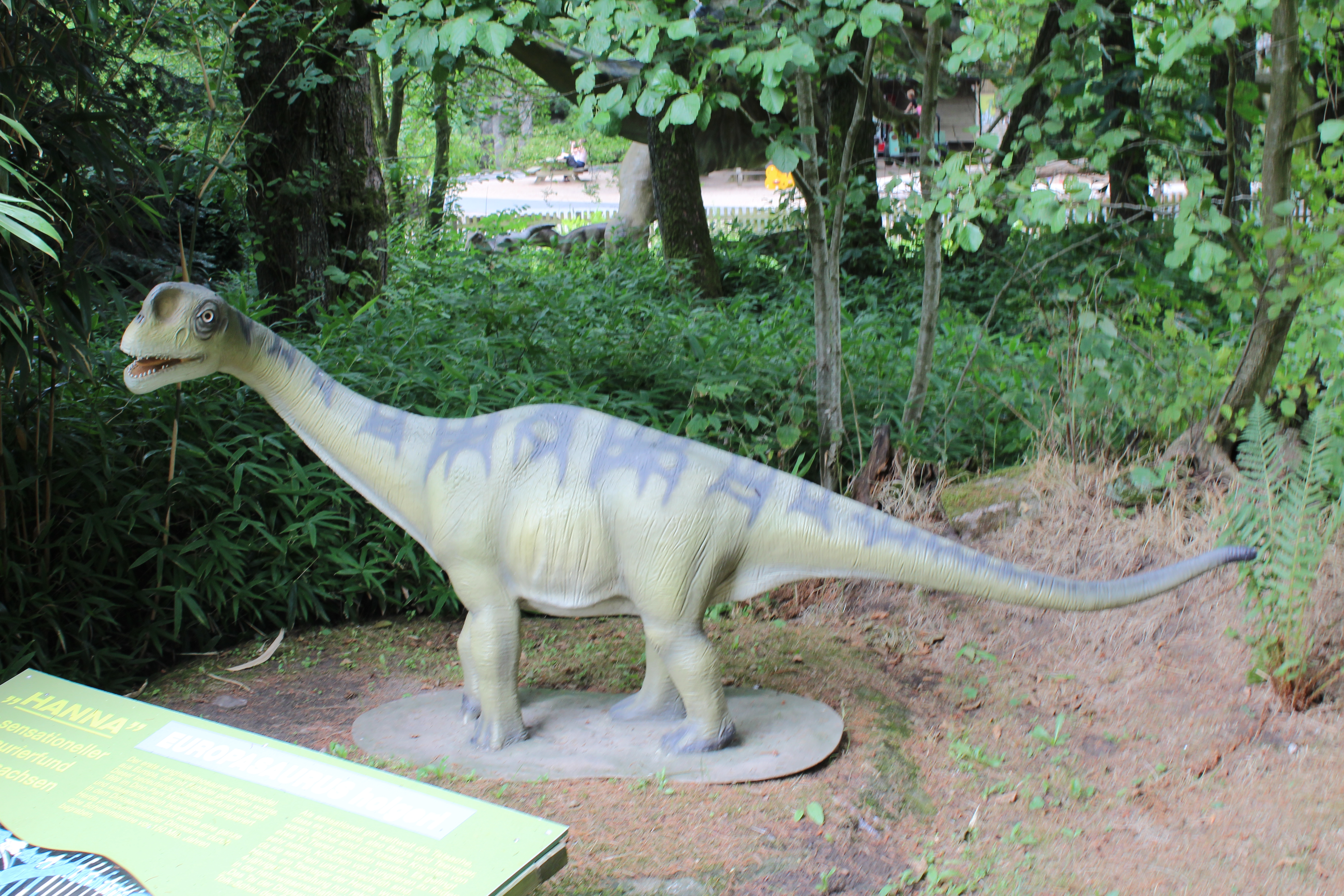
Figurnachbildung

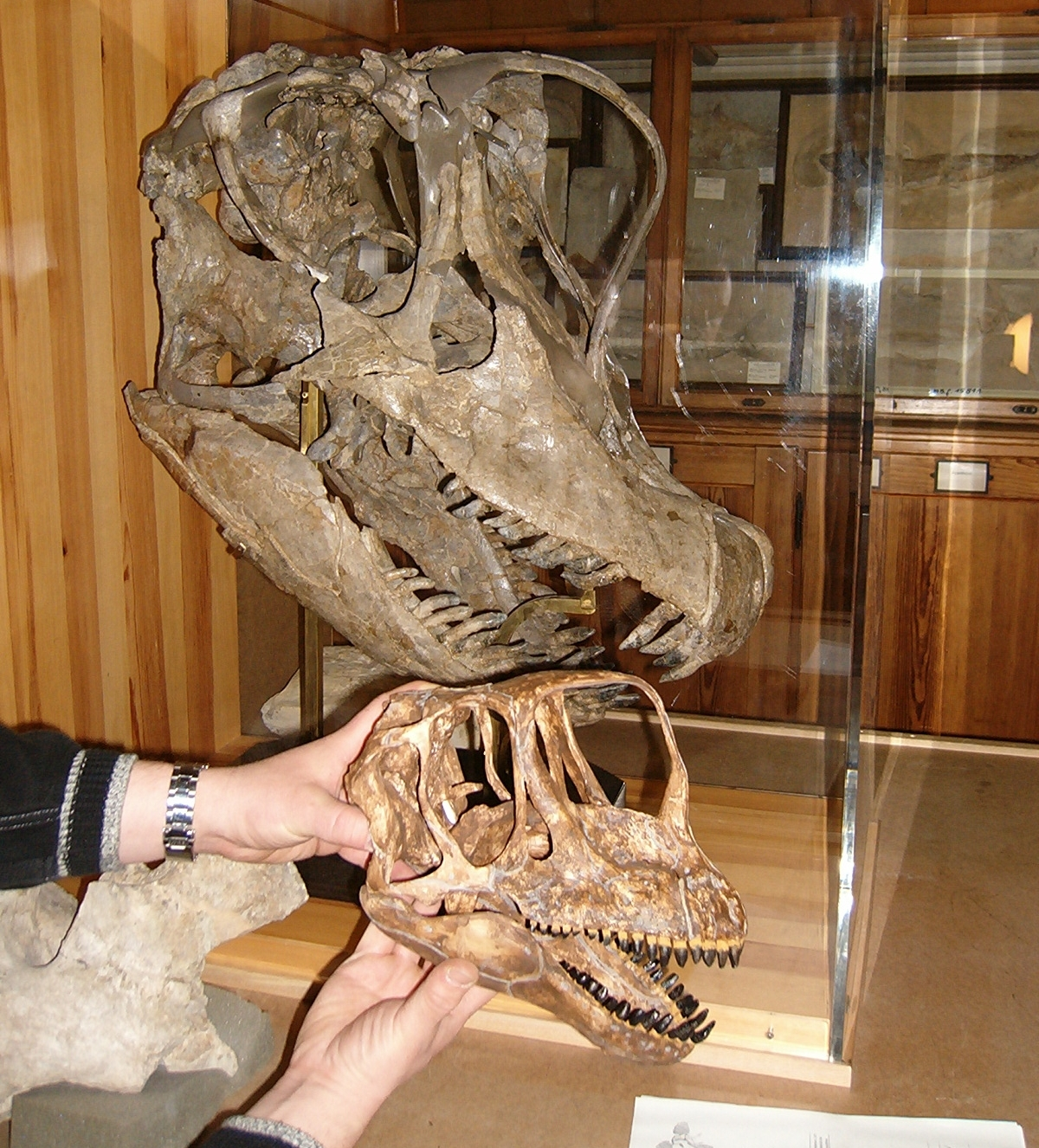
Größenvergleich: im Vordergrund eine Schädelrekonstruktion von Europasaurus, im Hintergrund das Gegenstück von Giraffatitan

Die für einen Sauropoden geringe Größe des Europasaurus wird meist auf eine Inselverzwergung zurückgeführt. Demnach wiesen seine Vorfahren zunächst ebenfalls den typischen Gigantismus auf. Ursprünglich könnten Camarasaurus oder Giraffatitan ähnelnde Großsauropoden zu den Inseln gewandert sein und sich dort der Umwelt angepasst haben. Die andere Möglichkeit wäre, dass die Vorläufer von Europasaurus aufgrund des ansteigenden Meeresspiegels von der ursprünglichen Population auf dem Festland abgeschnitten wurden. Verantwortlich für die Verzwergung war die Konfrontation mit einem begrenzten Nahrungsangebot. In der Folge überlebten nur kleinere Exemplare mit geringerem Bedarf an Pflanzennahrung. Innerhalb von Generationen gaben so immer kleiner werdende Vorfahren des Europasaurus ihre Gene weiter. Bei der Erstbeschreibung von Europasaurus wurde die dem Sauropoden zur Verfügung stehende Landfläche auf etwa 200.000 Quadratkilometer geschätzt, was nicht ausgereicht hätte, um Großsauropoden zu ernähren.
Europasaurus gilt als erster unumstrittener Nachweis für eine solche evolutionäre Anpassung bei Dinosauriern. Bisher sind aus dem Oberjura in Deutschland keine Fossilien anderer Zwergsauropoden bekannt. Der etwa zur selben Zeit in Portugal gefundene Dinheirosaurus lourinhanensis zählt zu den Großsauropoden. Nach Ansicht von Maisch waren auch die Verursacher der Fußspuren im niedersächsischen Münchehagen und Barkhausen von keiner Inselverzwergung betroffen. Ein Forscherteam um Christian A. Meyer, Matteo Belvedere, Benjamin Englich und Martin G. Lockley bestritt 2021, dass im späten Jura überhaupt von einer norddeutschen Inselfauna gesprochen werden könne. So würden Fußspuren in Barkhausen und Knochenfunde in Langenberg eine Einwanderung nordamerikanischer und portugiesischer Spezies nahelegen. Dieselbe Studie stellte fest, dass einige Fußabdrücke der Sauropoden in Barkhausen entweder von Jungtieren oder kleinen Exemplaren in den Boden gesetzt wurden. Es käme demnach durchaus Europasaurus in Frage. Da allerdings bislang kaum fossile Fußreste von dieser Spezies gefunden wurden, bleibt die Zuschreibung unsicher.
Nach derzeitigem Kenntnisstand tauchte eine weitere Kleinsauropodengattung erst am Ende der Kreidezeit auf: Bei dem in Rumänien gefundenen Magyarosaurus handelt es sich um einen Titanosaurier. Ähnlich wie Europasaurus lebte er möglicherweise in einem Inselgebiet. Obwohl ein fossiler Rest von Magyarosaurus mehr als ein Jahrhundert vor Europasaurus gefunden wurde, konnte der an der Entdeckung beteiligte Paläontologe Franz von Nopcsa seine Fachkollegen nicht von einem zwergwüchsigen Sauropoden überzeugen. Sie argumentierten, dass es sich auch um ein Jungtier handeln könne. Erst 2010 analysierte Knochenproben gaben Nopcsa Recht und bewiesen, dass es sich bei Magyarosaurus tatsächlich ebenfalls um einen Inselzwerg handelte. Das Tier war trotz seiner geringen Größe bereits ausgewachsen. Mit Paludititan ist mittlerweile noch eine weitere kleine Titanosauriergattung aus Rumänien bekannt.
Mit Hilfe der Histologie fand der Paläontologe Martin Sander heraus, dass Europasaurus im Gegensatz zu den Großsauropoden nur sehr langsam wuchs. In einem Alter von ungefähr 10 Jahren oder kurz davor erreichte er seine volle Körpergröße. Unklarheit besteht bei dem Sozialverhalten der Tiere. Taphonomologisch spricht die Nähe von 21 nahe beieinander gefundenen Exemplaren unterschiedlichster Altersstufen für einen generationenübergreifenden Herdenverband. In dem Sinne könnten die geringeren Gewichtsunterschiede die erwachsenen Tiere weniger gefährlich für den Nachwuchs gemacht haben. Die Reste des kleinsten fossilen Europasaurus deuten auf ein nur etwa 50 Zentimeter großes Jungtier hin. Es war vermutlich wenige Wochen jung. Andererseits lässt der schon bei jungen Tieren hochentwickelte Gleichgewichtssinn auf einen Nestflüchter schließen, der selbstständig überlebte. So gesehen könnte Europasaurus weiterhin, wie seine deutlich schwereren Sauropodenvorfahren, auf eine R-Strategie gesetzt haben, das heißt sie produzierten viel Nachwuchs, kümmerten sich aber nicht um deren Aufzucht. Die Tiere waren Pflanzenfresser.

## Systematik und Stammesgeschichte
Europasaurus gehörte zu den Sauropoden und innerhalb dieser Gruppe zu den Macronaria. Diese Gruppe brachte im späten Jura den Zweig der frühen Camarasauromorpha hervor, welchem unter anderem Camarasaurus, Bellusaurus und Tehuelchesaurus angehörten. Eine zweite Gruppe innerhalb der Macronaria bildeten die Titanosauriformes, zu denen auch die Brachiosauridae gezählt werden. Über die genauere Zuordnung besteht Uneinigkeit. Europasaurus wird meist entweder einem basalen, das heißt ursprünglichen Zweig der Camarasauromorpha oder den Brachiosauridae zugerechnet. Bereits bei der wissenschaftlichen Erstbeschreibung 2006 ordneten Martin Sander, Octávio Mateus, Thomas Laven und Nils Knötschke Europasaurus den basalen Macronaria zu. Für die genauere Einstufung wurden insbesondere Schädelfragmente mit denen von Camarasaurus und Brachiosaurus verglichen. Die Schnauze von Europasaurus fiel demnach auch proportional kürzer aus als bei Brachiosaurus. Zu den Besonderheiten von Europasaurus zählte eine knöcherne Verbindung zwischen dem Quadratojugale und dem Squamosum. Verglichen mit Camarasaurus war der frontale Nasenbereich kürzer ausgeprägt und die Dornenfortsätze an der oberen Wirbelsäule ungeteilt. Europasaurus wurde daher innerhalb der Camarasauromorpha einem ursprüngliche Zweig zugeordnet. Eine 2011 von Carballido, Rauhut, Pol und Salgado durchgeführte Studie zur Systematisierung von Tehuelchesaurus benitezii bestätigte diese Positionierung. Europasaurus erhielt in der Klade eine Stellung zwischen Camarasaurus und Tehuelchesaurus.
D'Emic wiederum stufte Europasaurus 2012 nach einer phylogenischen Untersuchung der Titanosauriformes als Vertreter der Brachiosauridae ein. Aufgrund einiger bei Europasaurus unbekannten Knochen, beispielsweise fehlender Schwanzwirbel, konnte seine Klassifikation jedoch nicht sicher bewiesen werden. 2013 charakterisierte auch ein Forscherteam um Philip D. Mannion Europasaurus ebenfalls als einen Vertreter der Brachiosauridae. Die Gattung stand verwandtschaftlich demnach Venenosaurus und Brachiosaurus am nächsten. Eine Untersuchung der Wirbel von Europasaurus durch Sander und Carballido kam 2013 zu dem Ergebnis, dass Europasaurus ein basaler Camarasauromorpha war und den Titanosauriformes näher steht als Camarasaurus. Damit erhielt Europasaurus eine Position zwischen Euhelopus, Tehuelchesaurus, Tastavinsaurus und Galvesaurus einerseits und den Brachiosauridae andererseits. Ein Forscherteam um D'Emic ordnete Europasaurus 2016 wiederum den basalen Brachiosauridae zu. Die Studie begründete dies mit einem auffallenden Vorsprung der nach unten weisenden Gelenkfortsätze der Wirbel (sogenannte Postzygapophysen) und der stark reduzierten plattigen Abschnitte der Wirbelbögen (der sogenannten Spinopostzygapophyseal-Lamina). Diese Merkmale seien sonst nur bei Lusotitan, Sonorasaurus und Giraffatitan ausgeprägt. Als nächster Verwandte des Europasaurus wurden Giraffatitan und Sonorasaurus angesehen. Philip D. Mannion, Ronan Allain and Olivier Moine stuften Europasaurus 2017 als ursprünglichsten Brachiosauridae ein und änderten dessen Position innerhalb dieses Zweiges. So meinten sie, dass das Schädelfenster von Europasaurus proportional bedeutende Abweichungen gegenüber Giraffatitan und Abydosaurus aufweise. Zudem seien die Zähne bei Europasaurus weniger gewunden als bei den anderen beiden genannten Arten. Europasaurus wurde daher in eine Nähe zu Vouivria und Brachiosaurus gerückt. Eine von Rafael Royo-Torres, Carolina Fuentes, Manuel Meijide, Federico Meijide-Fuentes und Manuel Meijide-Fuentes durchgeführte Studie von 2017 stützt sich überwiegend auf die Ergebnisse von D'Emic. Sie platzierten Europasaurus verwandtschaftlich bei Brachiosaurus und Giraffatitan.
Eine weitere Studie von Carballido, Scheil, Knötschke und Sander 2019 sieht bei Europasaurus mehr Merkmale eines basalen Camarasauromorpha. Die Wissenschaftler räumten jedoch ein, die Brachiosauridae-Zuschreibung nicht vollständig widerlegen zu können, da die Tiere aufgrund ihrer evolutionären Verzwergung nicht die üblichen Charakteristika anderer erwachsener Sauropoden der Jurazeit entwickelten. Da bei ihnen die Geschlechtsreife früher eingesetzt haben könnte, seien viele jugendliche Merkmale erhalten geblieben, vor allem im Bereich des Schädels. Hauptproblem ist dabei, dass über die Ontogenese bei anderen Sauropodenarten bislang wenig bekannt ist.